# 最高元首诞辰
是马来西亚最高元首的官方纪念日，定于每年6月的第一个星期一 ，这是一个官方制订的日期，并不是最高元首真正的生日。国家元首官方诞辰是马来西亚的全国公共假日，也是5个强制性的有薪公共假日之一。
官方誕辰的主要活动是在布城国家英雄广场举行的检阅军旗仪式，由最高元首检阅五面皇家军团旗和三军仪仗队（2016年以前是在吉隆坡独立广场或新街场军营陆军总司令广场举行）； 以及在国家皇宫举行的授勋及册封典礼，由最高元首公开表扬对社会有贡献的人物。
第十五任最高元首苏丹莫哈末五世任期期间（2017至2019年），由于这三年的斋戒月都落在6月份，所以联邦政府将其任内的官方诞辰改为每年7月的最后一个星期六。后来，马来西亚首相署又宣布，2017年度最高元首官方诞辰延后到9月9日。随后，马来西亚内阁也将2018年度和2019年度最高元首官方诞辰定为9月9日。
第十六任最高元首苏丹阿都拉任期期间（2020至2023年），联邦政府宣布2020年度最高元首官方诞辰从6月6日延后到6月8日，其任内的官方诞辰也改为每年6月的第一个星期一。

## 历史
马来西亚是由马来亚联合邦、新加坡（于1965年8月9日独立）、砂拉越和北婆罗洲（现今沙巴）组成的联邦国家，前身是英国的殖民地。过去殖民地政府的公定假日包括订于6月第一、第二或第三个星期六的英国君主官方诞辰， 这个日期是由爱德华七世制定，因为6月英国本土的天气较佳，便于进行典礼活动。 现今，英国驻马来西亚最高专员署仍会在6月的英王诞辰举行宴会，招待英国侨民和公众。
马来亚联合邦于1957年独立后，依然保留庆祝君主诞辰的传统，制订6月的第一个星期六为国家元首诞辰。除了国家元首诞辰外，9个世袭马来君主和4个委任州元首的州份，都有各自州订的元首诞辰纪念日，没有元首的联邦直辖区则以联邦直辖区日替代这个意义的节日。君主诞辰、元首诞辰和联邦直辖区日典礼的行事包括阅操、阅旗、晋谒元首、册封、授勋及宴会活动。

## 军旗敬礼分列式

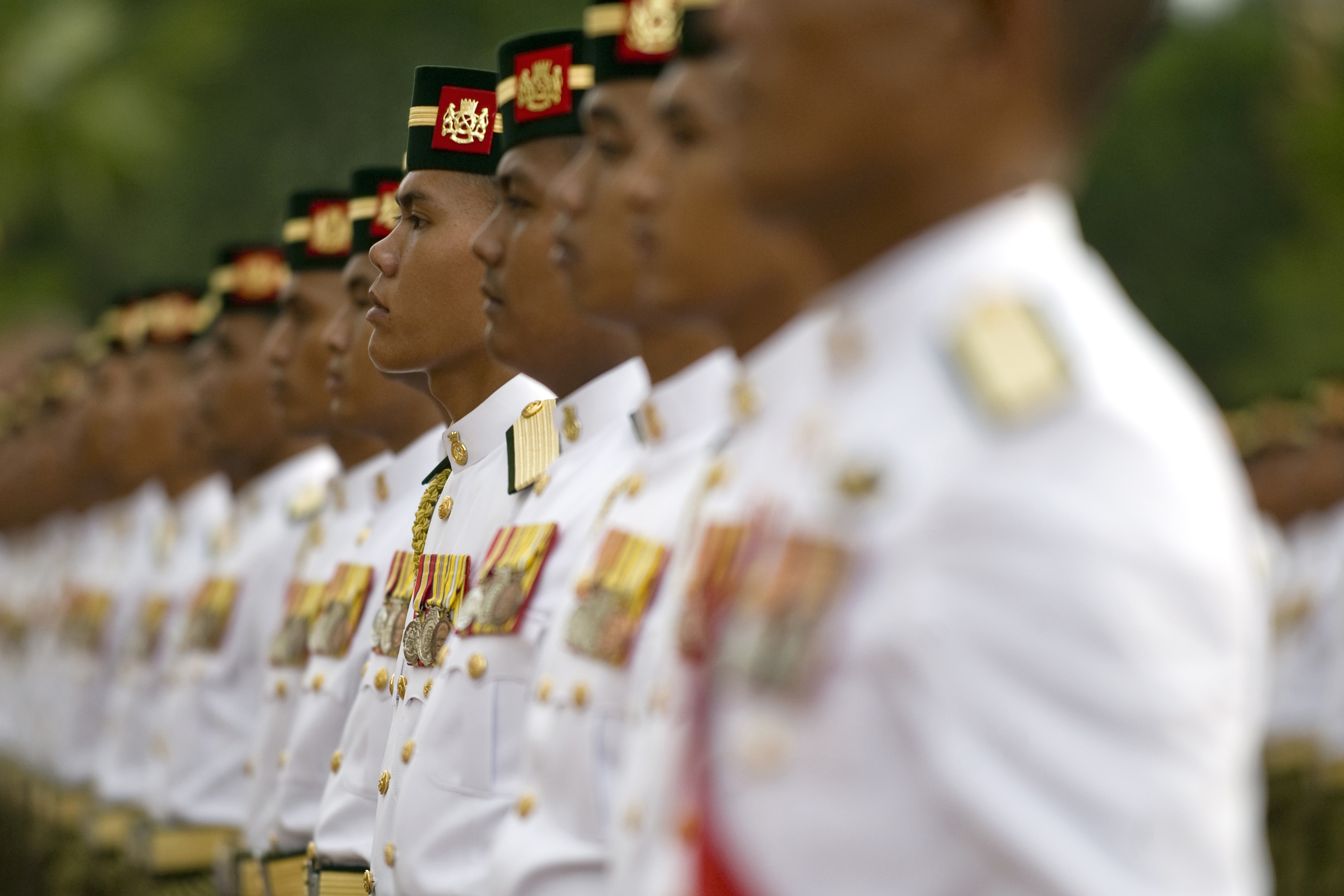
皇家马来军团仪仗队

军旗敬礼分列式（Istiadat Mengarak Panji-panji Seri Paduka Baginda Yang di-Pertuan Agong）是源自英国的军事传统，也称为“行军旗”、“行军旗敬礼分列式”、“皇家军队检阅典礼”、“皇家军队阅兵”、“英式阅兵”等。
军旗敬礼分列式是由身兼马来西亚国防卫队最高统帅的最高元首，联同国防卫队司令、陆、海、空军司令、国防部联军司令部司令和国防部国防卫队理事会的成员检阅皇家军团旗，以及陆、海、空军仪仗队。出席者还有兼任陆军皇家军团名誉团长的各位统治者、兼任皇家海军名誉团长的雪兰莪苏丹、兼任皇家空军名誉团长的彭亨苏丹，以及观礼的内阁部长、现役军人、退伍军人和民众，全程由国营第一电视台现场直播。
接受检阅的皇家军团旗共有五面，分别是皇家马来军团军团旗（授于1963年3月23日）、皇家游骑军团军团旗（授于1992年3月3日）、皇家装甲军团军团旗（授于1963年3月23日）、皇家海军军团旗（授于1966年3月12日）以及皇家空军军团旗（授于1967年3月14日）。 护旗队由这五支军团的士官联合组成，以及陆军、海军和空军各有一支仪仗队，军乐队则是由国防卫队或国防大学的军乐团担任，所有参与者都身穿各别军队的1号军礼服。

### 皇家军团旗
皇家军团旗（Panji-panji Diraja）并不同于军旗（Bendera），它是由最高元首授于有杰出成就的军团，以最高元首旗为基础，在黄色旗帜的中央是“最高元首徽章”（与国徽有少许区别，周围加上金黄色稻穗装饰），左上方绣上军团的徽章，国徽两旁绣上军团功绩的缎带，被授予皇家军团旗的军团会冠上“皇家”的称谓。

### 军旗敬礼分列式的流程
马来西亚的军旗敬礼分列式溯源自英国，流程与英国本土大致相似，但是在一些细微的部分却略有不同。

#### 进场（Masuk Medan）
在典礼开始以前，广场附近的道路已经进行封锁，仪仗卫队会在广场的旗杆附近集结；军乐队、边线员和标兵首先进入检阅场，然后由旅团长和副官带领卫队进入场地。
当仪仗指挥官到达广场时，会先获得指挥权；然后，皇家军团旗会从特制的装盒中取出，所有的队伍就定位置。军乐队和皇家军团旗分别在检阅台前的左右两侧，四支卫队站在面向检阅台的位置。
参与军旗敬礼的四支卫队是由皇家马来军团、皇家游骑军团、皇家装甲军团、皇家海军和皇家空军联合组成第一卫队，加上陆军的第二卫队、海军的第三卫队和空军的第四卫队共四支队伍；军乐队是来自国防卫队或国防大学的军乐团，所有参与成员（包括列席者）都身穿正式礼服。
仪仗指挥官、旅团长、副官和掌旗官是经过选出的军官，团军士长、护旗队和仪仗队成员则是由士官组成，副旅团长同样会加入护旗的队伍。联合卫队的五位团军士长是由一级准尉或二级准尉担任，三军卫队各自有三名军官和两名准尉，所有准尉的装备中都有一支领队棒。

#### 致敬（Memberi Hormat）
首相、副首相、军队司令和国防部长会在最高元首莅临前到达，卫队会举枪向首相致敬（Hormat Perdana）、向副首相致敬（Hormat Timbalan Perdana）、向司令致敬（Hormat Panglima）和向部长致敬（Hormat Menteri），仪仗指挥官全程以马来语发号施令。在英国，先于英女王到达的是王室成员，卫队同样会向王室成员致敬，而在军中服役的王室成员会向军团旗敬礼。

#### 最高元首抵达广场（Keberangkatan Tiba Seri Paduka Baginda Yang di-Pertuan Agong）

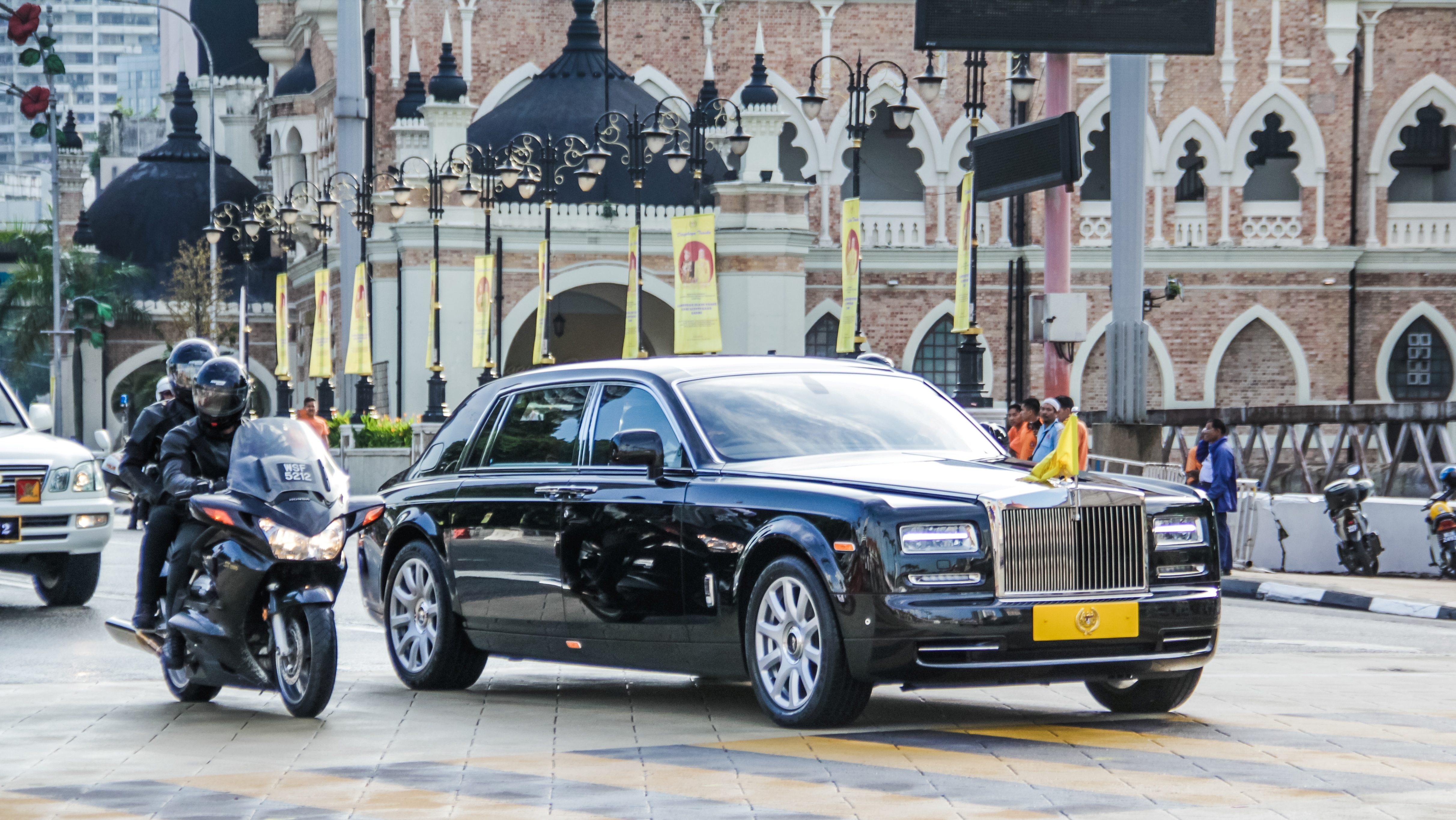
皇家警察护航队和皇家骑兵仪仗队为最高元首座车护航

最高元首和最高元首在护航队的护送下到达广场，仪仗队向最高元首表示最崇高的皇家致敬（Hormat Diraja），皇家炮兵军团会施放21响礼炮，五架分别悬挂马来西亚国旗、国防卫队军旗、陆军旗、皇家海军旗和皇家空军旗的军用直升机会飞过广场上空；同时，军乐团会演奏《我的祖国》（Negaraku）。
最高元首的护航队是由皇家装甲军团的骑兵仪仗队和皇家警察组成，加上来自皇家宪兵军团的皇家卫队，护送最高元首往返国家皇宫和广场。骑兵仪仗队会大张旗鼓宣示最高元首莅临，沿途会有骑兵仪仗队的机动护卫队和骑兵警卫队戒备。

#### 检阅仪仗队（Memeriksa Perbarisan）
最高元首步上检阅台后，仪仗指挥官首先请示最高元首检阅卫队，当最高元首步上检阅专车时，军乐队开始演奏《服从号令》（Menjunjung Duli），皇家炮兵军团继续施放礼炮，直到检阅结束。检阅结束后，最高元首登上检阅台，仪仗指挥官返回到卫队前的位置。
最高元首检阅卫队使用的专车是开顶的Lexus LX470，车上共有两面车牌，一面是代表最高统帅身份的“五颗金星”，一面是代表最高元首的专属车号。

#### 开场（Membuka Medan）
在得到仪仗指挥官的指示后，乐队指挥官会带领军乐队向皇家军团旗慢步行进，在经过中央检阅台时，会向最高元首表示致敬；乐队指挥官在向皇家军团旗致敬后，带领军乐队折返，转为快步行进。当军乐队折返时，皇家军团旗的护旗手会随后跟上；一名鼓手会行进到联合卫队的侧边，他会在音乐停止时敲响鼓号（Drummer's Call）。

#### 迎旗（Pengawal Pengiring Panji-panji Berjalan ke Kumpulan Panji-panji）
联合卫队在鼓号停止后，开始准备迎接皇家军团旗，鼓手则返回军乐队的队伍；此时，五名联合卫队的团军士长将领队棒抛掷给身后的勤务兵，然后拔出军刀，等待仪仗指挥官指示卫队就定位置。联合卫队的旅团长得到指示后，命令卫队转向面对皇家军团旗的护旗手（Colours Party），准备迎接皇家军团旗。团军士长和掌旗官在旅团长的指示下，向皇家军团旗快步行进，准备迎接皇家军团旗；军乐队同时会向前行进到联合卫队后方的位置。
团军士长和掌旗官向皇家军团旗行进时，掌旗官首先停留在卫队和皇家军团旗的中间，团军士长则继续迎向皇家军团旗；护旗手先将皇家军团旗交给团军士长，然后团军士长转身将皇家军团旗交给掌旗官；护旗手则会跟上团军士长，加入联合卫队的队伍。掌旗官接受皇家军团旗后，由“迎旗”（Escort for the Colours）转为“接旗”（Escort to the Colours），旅团长下达卫队保持戒备的指令，然后卫队服从指示并作出保卫旗帜的行动，军乐队开始演奏简洁版本的国歌。

#### 军团旗行进（Panji-panji Diarak）
联合卫队的旅团长下令卫队慢步行进，同时向三军仪仗队展示皇家军团旗，在通过其他的卫队后回到原来的位置；军乐队会跟随联合卫队行进，移动到四支卫队后方的位置，然后面向检阅台。

#### 分列式（Perbarisan Berjalan Lalu Dalam Masa Perlahan dan Jalan Cepat）
仪仗指挥官报告皇家军团旗已就定位置，指示所有卫队由面向检阅台移动至面向检阅台左侧，准备以逆时钟方向绕行场地，通过检阅台。仪仗指挥官首先带领卫队慢步行进，掌旗官在通过检阅台时，会向最高元首行注目礼，并把皇家军团旗垂下90度表示致敬；卫队在通过检阅台时会向右看齐，对最高元首行注目礼。
卫队在绕行一周后，仪仗指挥官再次带领卫队快步行进，四支卫队之间的距离会拉近；皇家军团旗从原来的领先位置移到联合卫队之后，掌旗官在通过检阅台时，只会向最高元首行注目礼，不会再垂下皇家军团旗。
在分列式行进时，军乐团演奏的乐章是陆军的军歌《勇猛效忠》（Gagah Setia）、皇家海军的军歌《伟大海洋》（Samudera Raya）和皇家空军的军歌《高空的勇士》（Perwira di Angkasa）。

#### 晋谒（Mara Mengadap & Persembahan Daulat Tuanku）
分列式结束后，仪仗指挥官指示所有卫队移动面向检阅台；然后，指示卫队向前行进14步，以罗马式敬礼宣誓效忠，高呼三次“吾王万岁”（Daulat Tuanku）。最后，由大会司仪宣布祈祷，全场将跟随宗教司军团的军官一同祷告。

#### 最高元首离开广场（Keberangkatan Seri Paduka Baginda Yang di-Pertuan Agong Meninggalkan Majlis）
仪仗指挥官向最高元首报告结束，仪仗队再次向最高元首致敬，五部军用直升机飞返通过独立广场，军乐队同时演奏《我的祖国》。最高元首和最高元首在护航队和皇家卫队的护送下离开广场，团军士长把皇家军团旗收入特制的装盒；然后，仪仗队、军乐队和边线员离开广场。

## 晋谒及授勋典礼
晋谒及授勋典礼（Istiadat Mengadap & Istiadat Pengurniaan Darjah-darjah Kebesaran, Bintang-bintang dan Pingat-pingat Persekutuan）在国家皇宫举行，由最高元首公开表扬和册封社会贤达，出席者包括国会和内阁成员、外国使节、受邀嘉宾以及受封人士。

### 联邦荣誉制度
联邦荣誉制度是马来西亚政府奖励对国家有贡献者的荣誉，共有9个项目并28个等级。最高元首会在授勋典礼親自颁赠代表高度成就的10等勋章——SP、DKM、DMN、SMN、SSM、DB、PMN、PSM、PJN和PSD，其中SMN和SSM的配戴者将授予敦的头衔、PMN和PSM的配戴者将授予丹斯里的头衔、以及PJN和PSD的配戴者将授予拿督的头衔。

### 授勋典礼的流程

#### 最高元首抵达国家皇宫
最高元首和最高元首在护航队和皇家卫队的护送下返回国家皇宫，皇家卫队会大张旗鼓宣示最高元首抵达。此时皇家马来军团已经在国家皇宫外集结，当皇家马来军团向最高元首表示最崇高的致敬时，皇家炮兵军团会开始施放21响礼炮，同时军乐队会演奏国歌。
旅团长向最高元首报告，仪仗队已经整备完毕，请示最高元首进行检阅；当最高元首检阅仪仗队时，军乐队会演奏《服从号令》。检阅完毕后，皇家马来军团再次向最高元首表示致敬，军乐队再次演奏国歌，恭送最高元首步入国家皇宫。

#### 开始和结束
授勋典礼是在国家皇宫的正殿（Balairong Seri）举行，在最高元首到来前，所有嘉宾都在正殿恭候最高元首的莅临。当皇家卫队宣示最高元首抵达时，所有嘉宾嘉宾起立迎接最高元首；最高元首步上御座后，皇家警察乐队开始演奏国歌。
授勋仪式开始前，首相会宣读蓝皮书，再由外交使节团宣读贺词，然后由最高元首发表御词。授勋仪式开始时，将由最高元首亲自为有高度成就的获勋者佩戴勋章，其他等级的勋章则会另行颁授。授勋仪式完结后，由联邦直辖区的宗教司带领大众祈祷；当宣布典礼结束时，皇家警察乐队再次演奏国歌，所有嘉宾起立恭送最高元首离开；之后，继续进行宴会和社交活动。